# Pont Champlain (Montréal)
Ne doit pas être confondu avec Pont Samuel-De Champlain.
Pour les articles homonymes, voir Pont Champlain et Champlain.
Le pont Champlain (remplacé en juin 2019 par le pont Samuel-De Champlain) est un ancien pont routier reliant les villes de Brossard et Montréal en traversant le fleuve Saint-Laurent. Il s’agit alors un lien économique vital entre Montréal et la Rive-Sud, le reste de la Montérégie et les États-Unis puisque plus de 20 milliards de dollars de marchandises y transitent chaque année. Il s'agit du pont à travée unique le plus fréquenté au Canada avec 59 millions de passages annuellement. Depuis le 21 décembre 1978, la société Les Ponts Jacques Cartier et Champlain Incorporée (PJCCI) est responsable de la gestion, de l'entretien et du contrôle du pont Champlain.
Inauguré en 1962, le pont est nommé en l'honneur de Samuel de Champlain, explorateur et navigateur français, fondateur de la ville de Québec et considéré comme le « père de la Nouvelle-France ». Le pont est un viaduc à poutres en béton précontraint avec une section en porte-à-faux de type cantilever en acier enjambant la voie maritime du Saint-Laurent.
À partir de 2015, un nouveau pont, le pont Samuel-De Champlain, est construit à quelques mètres en aval de l'ancien. Il devait être achevé en 2018, mais l'ouverture partielle (en direction de Montréal) a lieu le 24 juin 2019, puis l'ouverture complète (dans les deux directions) le 1er juillet 2019. Il remplace l'ancien pont qui ferme définitivement le vendredi 28 juin 2019 à 22h, soit 57 ans jour pour jour après son inauguration, et quelques heures après l'inauguration officielle du nouveau pont Samuel-De Champlain. Cependant une voie du pont en direction de la Rive-Sud est exceptionnellement ouverte le jour suivant en soirée pour compenser la fermeture complète du pont Jacques-Cartier lors du premier spectacle de feux d’artifice de l'International des Feux Loto-Québec 2019.

## Histoire
Le 17 août 1955, le ministre fédéral des Transports, George Marler, annonçait la construction prévue d'un nouveau pont connectant Montréal à Brossard via l'Île des Sœurs; les ponts existants (Victoria, Jacques-Cartier et Honoré-Mercier) étant inadéquats pour supporter le transit automobile des résidents des banlieues naissantes de la Rive-Sud vers le centre-ville de Montréal.

### Construction
Le Conseil des Ports Nationaux fut chargé du projet. Le « pont de l'Île des Sœurs », tel qu'il est alors nommé, ne devait compter que quatre voies extensibles à six. C’est en 1958 qu’on lui donna le nom officiel de « pont Champlain » en l’honneur de Samuel de Champlain, fondateur de la ville de Québec en 1608. À la suite d'études, il fut décidé de construire directement les voies supplémentaires en prévision du développement de la Rive-Sud. L'ouvrage comptera donc six voies de circulation séparées par une bande médiane en son centre. La soumission la plus économique, employant principalement un tablier en béton précontraint plutôt que d'acier, est retenue. Ce sera le premier ouvrage au Canada à utiliser ce type de béton. En amont du pont sur le fleuve, une structure de contrôle des glaces est prévue: l'estacade du pont Champlain.
Le pont est ouvert à la circulation le 28 juin 1962 à 16 heures. Il n'a alors qu'une approche depuis Montréal, via la rue Wellington. Les approches depuis l'avenue Atwater et le boulevard de la Vérendrye ouvrirent deux ans plus tard, le 7 décembre 1964. Finalement, l'approche finale depuis le centre-ville, l'autoroute Bonaventure, fut inaugurée le 21 avril 1967.
Pour financer son coût de construction de 35 millions de dollars (280 millions de dollars de 2016), le pont opéra avec un péage jusqu'au 4 mai 1990, date à laquelle le droit de passage de 0,25 dollar (0,08 dollar avec jetons) y fut aboli.

### Dégradation de la structure et réfections

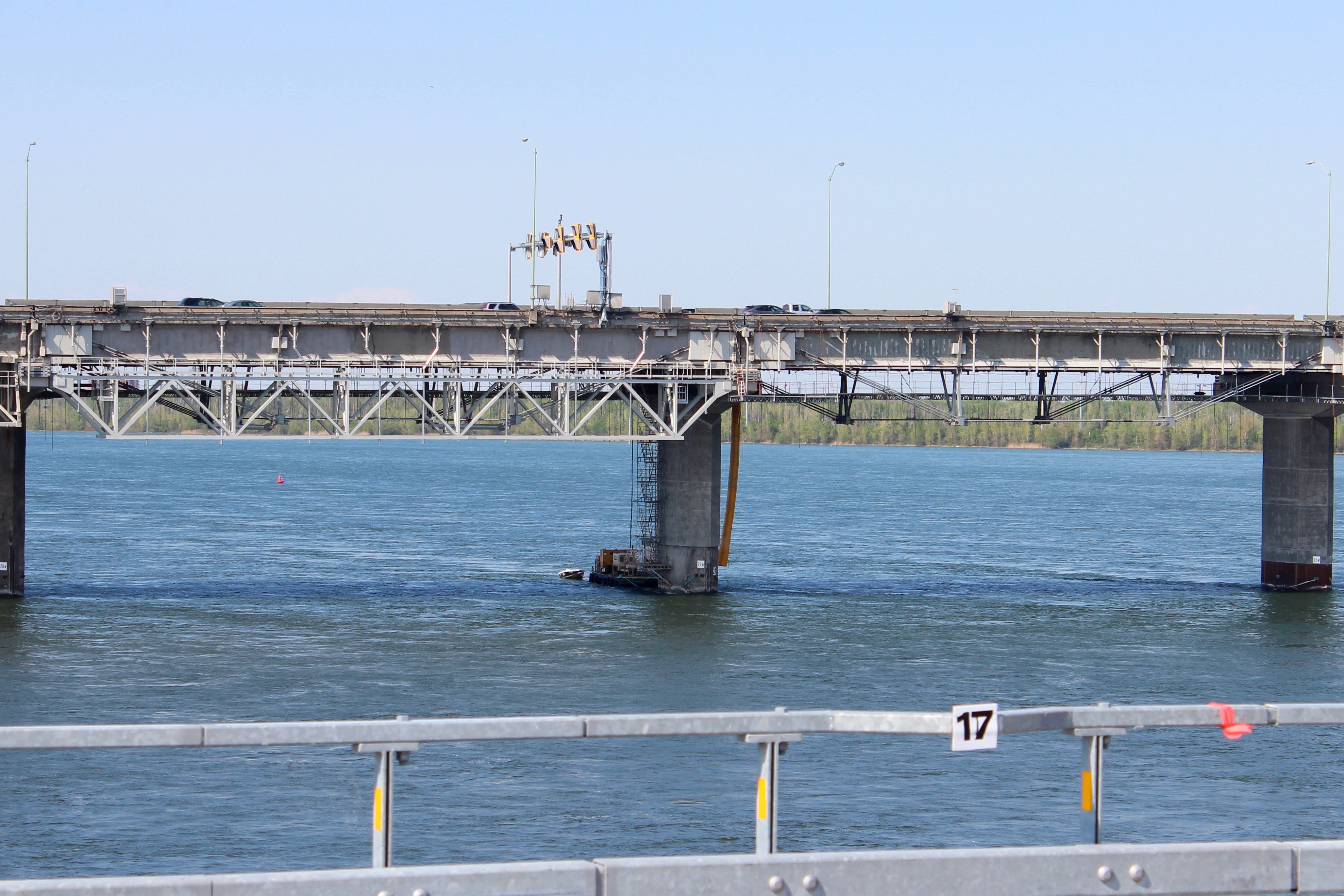
Éléments de renfort des poutres du tablier : arbalète (droite) et treillis (gauche).

La structure de béton du pont a subi un vieillissement accéléré par l'usage de sels de déglaçage, qui ont pénétré les poutres de support du tablier et affaibli leurs armatures internes faites de câbles d'acier. Les problèmes associés à la conception et à l’entretien du pont Champlain ont ainsi devancé la fin de vie utile de plusieurs éléments structuraux. La conception et construction de la structure empêchent d’isoler les éléments vétustes pour les remplacer par des nouveaux. Compte tenu de l'état de détérioration avancé du pont, celui-ci fait l'objet d'une surveillance constante au moyen de 300 capteurs,.
Afin qu'il puisse demeurer en fonction jusqu'à son remplacement, plusieurs mesures de renforcement et des programmes de réfection ont été déployés au fil du temps : des câbles externes de post-tension sur toutes les poutres du tablier exposées aux sels ont été installées à partir de 1986. En 1992, le tablier en béton de la partie métallique cantilever est remplacé par un tablier en acier à dalles orthotropes. Puis des gouttières pour canaliser les eaux de ruissellement corrosives vers le fleuve apparaissent en 1994. La pression exercée par les poutres renforcées sur les extrémités des chevêtres ont ensuite nécessité le renfort de ces derniers par des tiges d'acier sous tension. À partir de 2009, un système d’arbalètes est venu encore renforcer le centre des poutres extérieures pour éviter leur cisaillement. 
De 2006 à 2008, les routes et les bretelles d'accès au pont ont fait l'objet de réfection par le gestionnaire de la structure, PJCCI grâce à des fonds versés par le gouvernement fédéral du Canada. De 2009 jusqu'en 2018, un programme d'entretien majeur est mené par PJCCI pour prolonger la durée de vie utile du pont Champlain tout en assurant la sécurité des usagers. Un système de monitorage permet de surveiller en tout temps les comportements du pont.
En novembre 2013, une fissure fut découverte lors d'une inspection et la PJCCI décida de fermer une voie. Quelques jours plus tard, la fissure s'étant agrandie, une autre voie était fermée. Le 29 novembre 2013, une poutre externe temporaire de 75 tonnes, nommée « super-poutre » par les médias, fut installée en urgence pour renforcer la structure. En juin 2014, PJCCI remplaçât la super-poutre par le premier treillis modulaire conçu et fabriqué au Québec.   
Dans le cadre d’un programme de renforcement des poutres de rive s’échelonnant de 2014 à 2017, 94 treillis et six systèmes d’étaiement ont été installés pour stabiliser l’état des poutres de rive du pont. Entre 2013 et sa fermeture, 429 millions de dollars canadiens auront ainsi été investis pour assurer la sécurité du pont Champlain.   

### Remplacement du pont

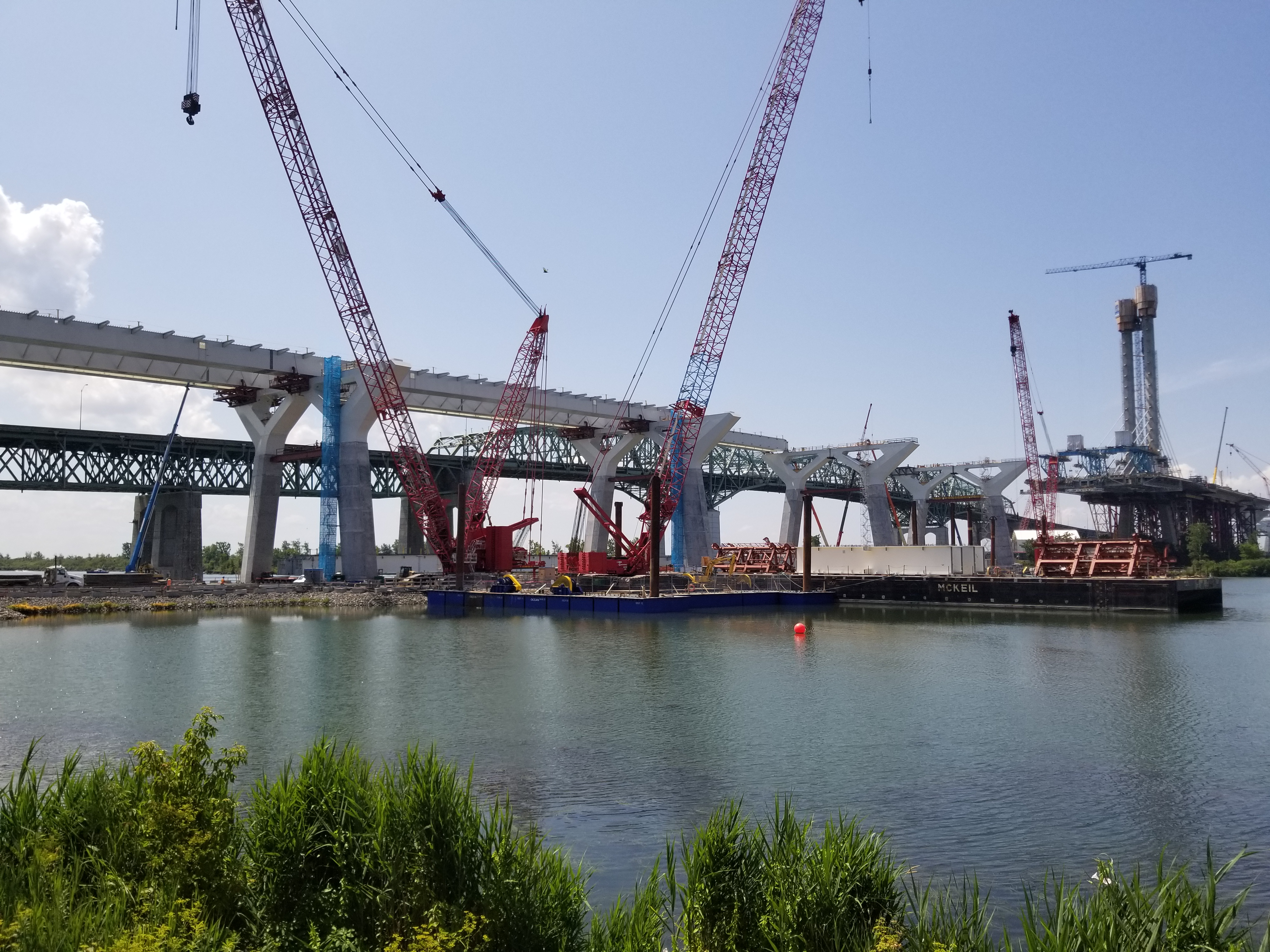
Pont Samuel-De Champlain en construction, vu de la piste cyclable de Brossard.

Dès 2007, le gouvernement fédéral étudie la construction d'une structure de remplacement. Face à l'état de détérioration avancée du pont, Ottawa annonce le 5 octobre 2011 que le pont Champlain sera démoli et qu'un nouveau pont sera construit tout juste à l'est du pont existant. L'échéancier préliminaire en fixe la livraison à 2018. Le 27 juin 2014, le ministre fédéral de l'Infrastructure, Denis Lebel, présente au public le concept architectural du futur pont préparé entre autres par les architectes Poul Ove Jensen et Claude Provencher.
Le 1er novembre 2014, le gouvernement fédéral fait part de son intention de renommer le pont après sa reconstruction « pont Maurice-Richard ». Cependant, devant la polémique suscitée par cette annonce, la famille du célèbre joueur de hockey demande d'écarter ce choix, ce qui est consenti. L'instauration d'un péage sur le futur pont est abandonné à la suite de l’élection d'un nouveau gouvernement lors des élections fédérales de 2015.
Le 15 avril 2015, le contrat de construction est accordé au consortium « Groupe Signature sur le Saint-Laurent », dans lequel figurent les sociétés SNC-Lavalin, ACS/Dragados et Flatiron Construction (en). Des travaux préparatoires débutent au printemps 2015 et le chantier démarre officiellement le 16 juin de la même année. L'ouverture du nouveau pont Champlain est prévue au plus tard en juin 2019 pour un coût total estimé à 4,47 milliards de dollars canadiens,,.

### Déconstruction et recyclage
Le pont Champlain demeure ouvert à la circulation jusqu’à la mise en service du nouveau pont en juin 2019. À la suite de sa fermeture, il est démoli par étapes. Pour chaque travée, le tablier est scié, puis les poutres et treillis modulaires enlevés successivement au moyen d'un cintre lanceur. Les piles sont ensuite sciées puis leurs semelles dynamitées. Enfin, la section en acier du pont est déconstruite au moyen d'outils sur barges et jetées temporaires. Ces opérations devaient durer 3 à 4 ans et coûter environ 400 millions de dollars canadiens,. Le contrat est octroyé au consortium Nouvel Horizon St-Laurent formés des firmes Pomerleau et Delsan-A.I.M Environmentals services.
En septembre 2023, de petits morceaux de l'ancien pont sont donnés au public comme souvenirs.

Le Pont Champlain en déconstruction
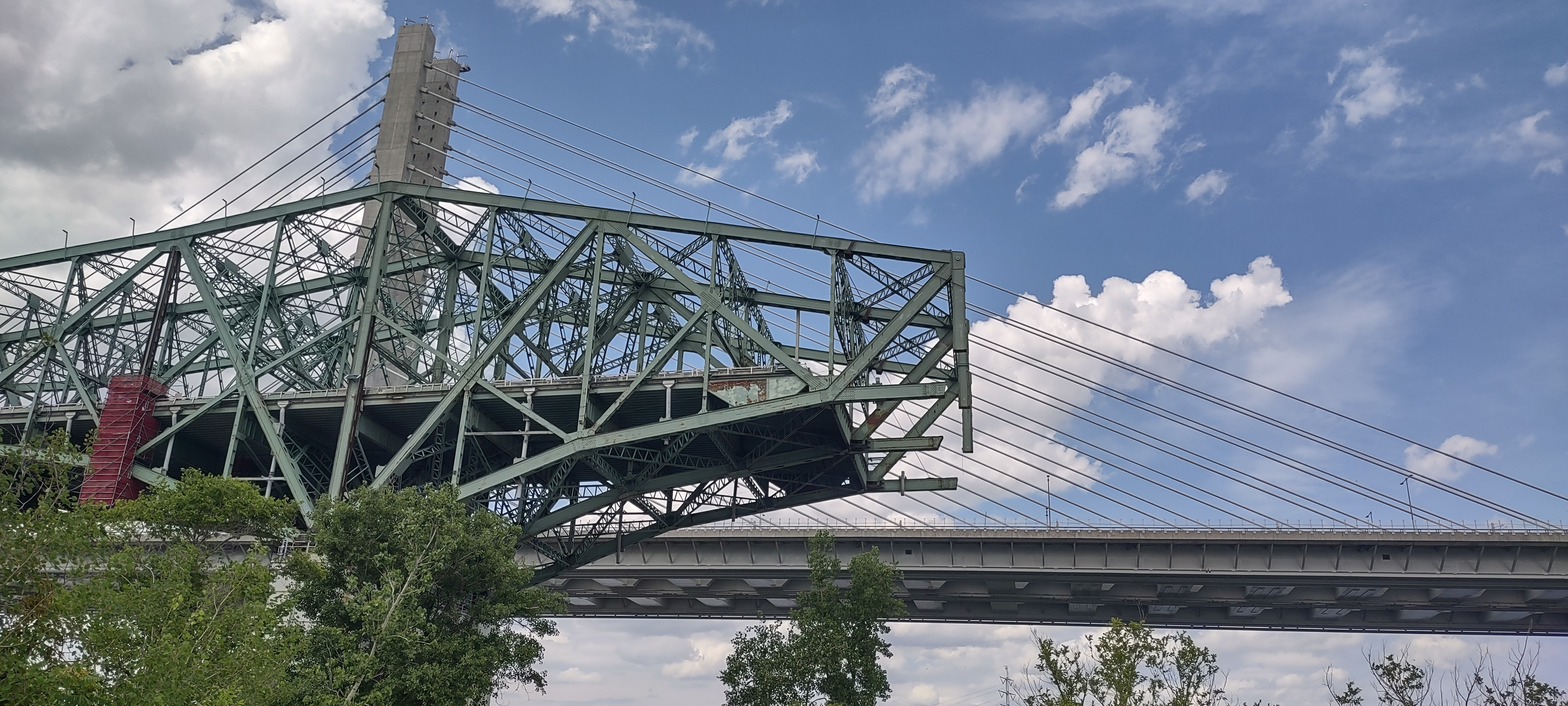
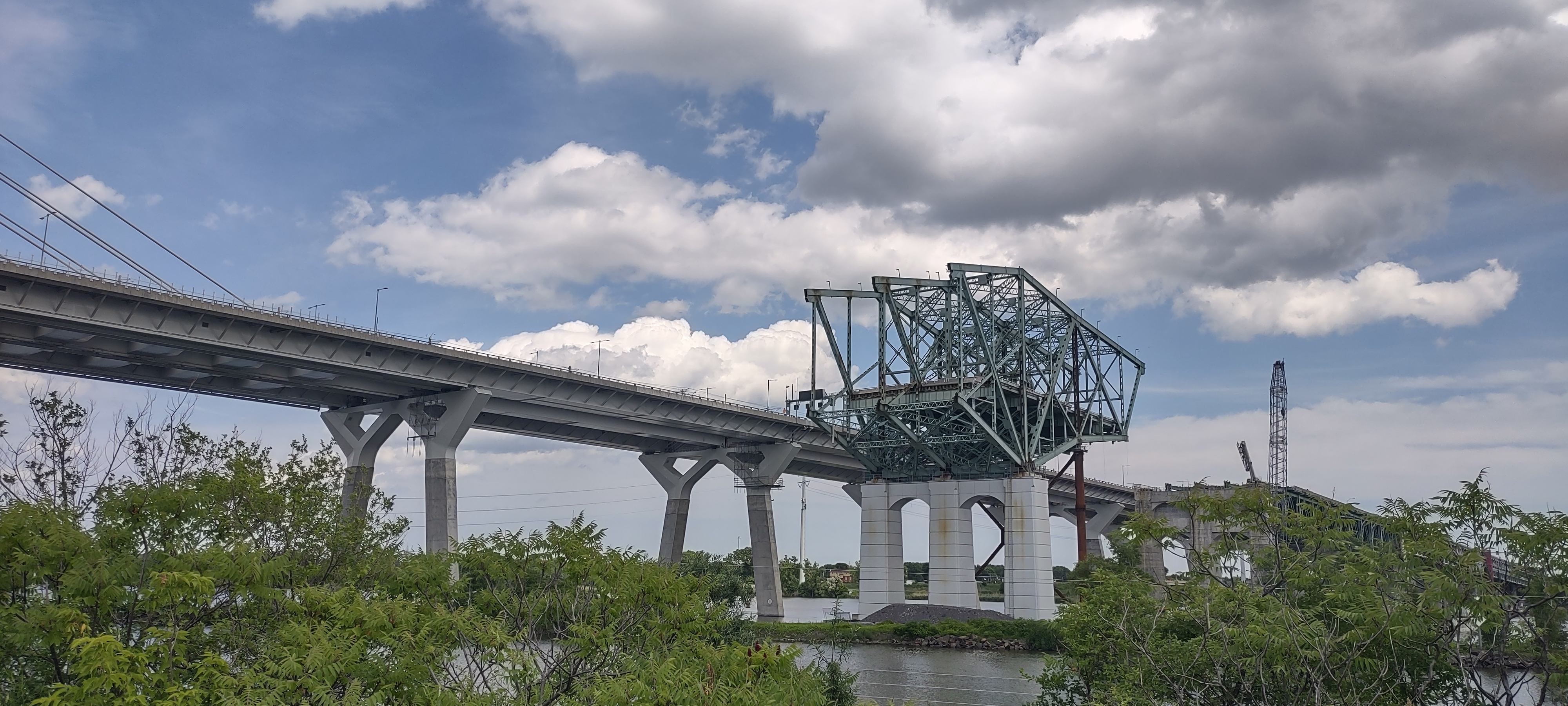
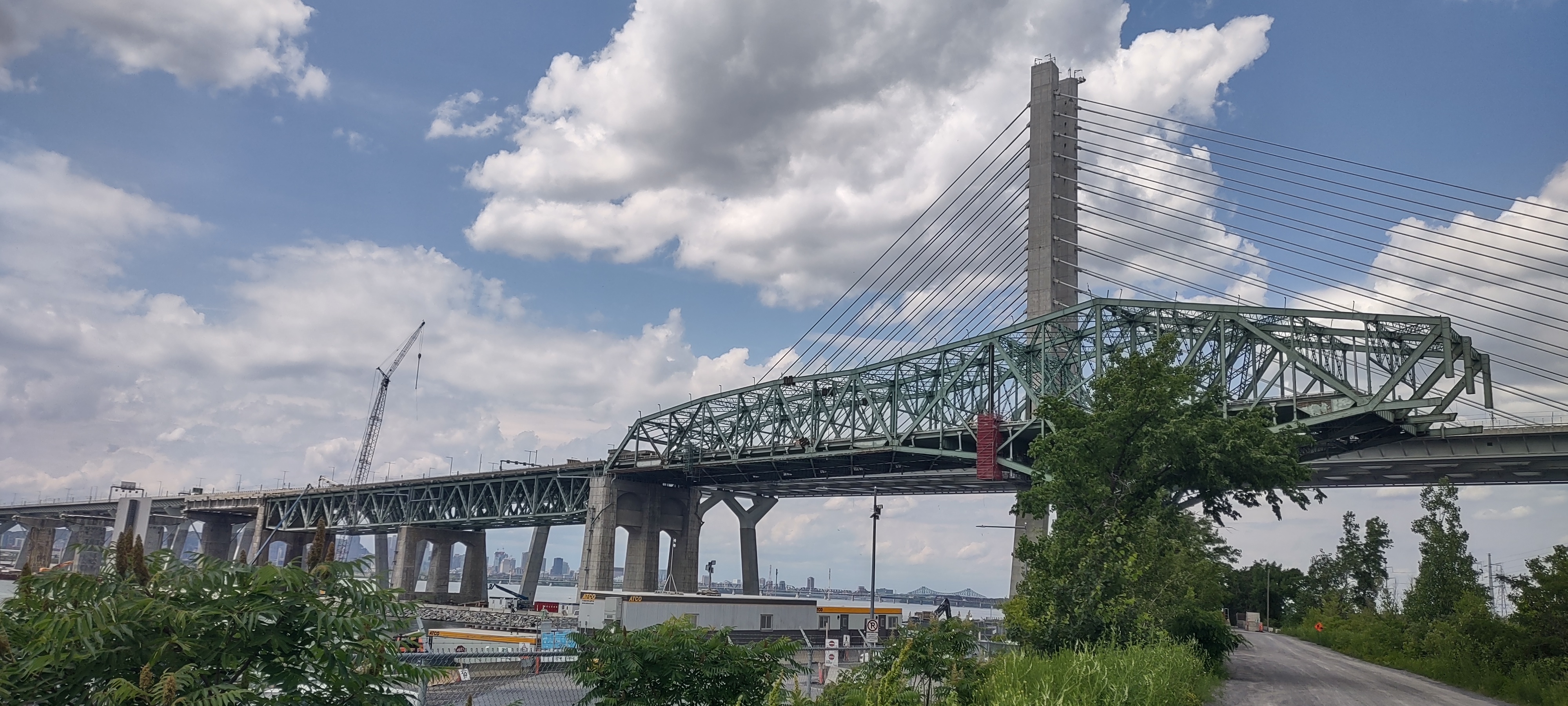
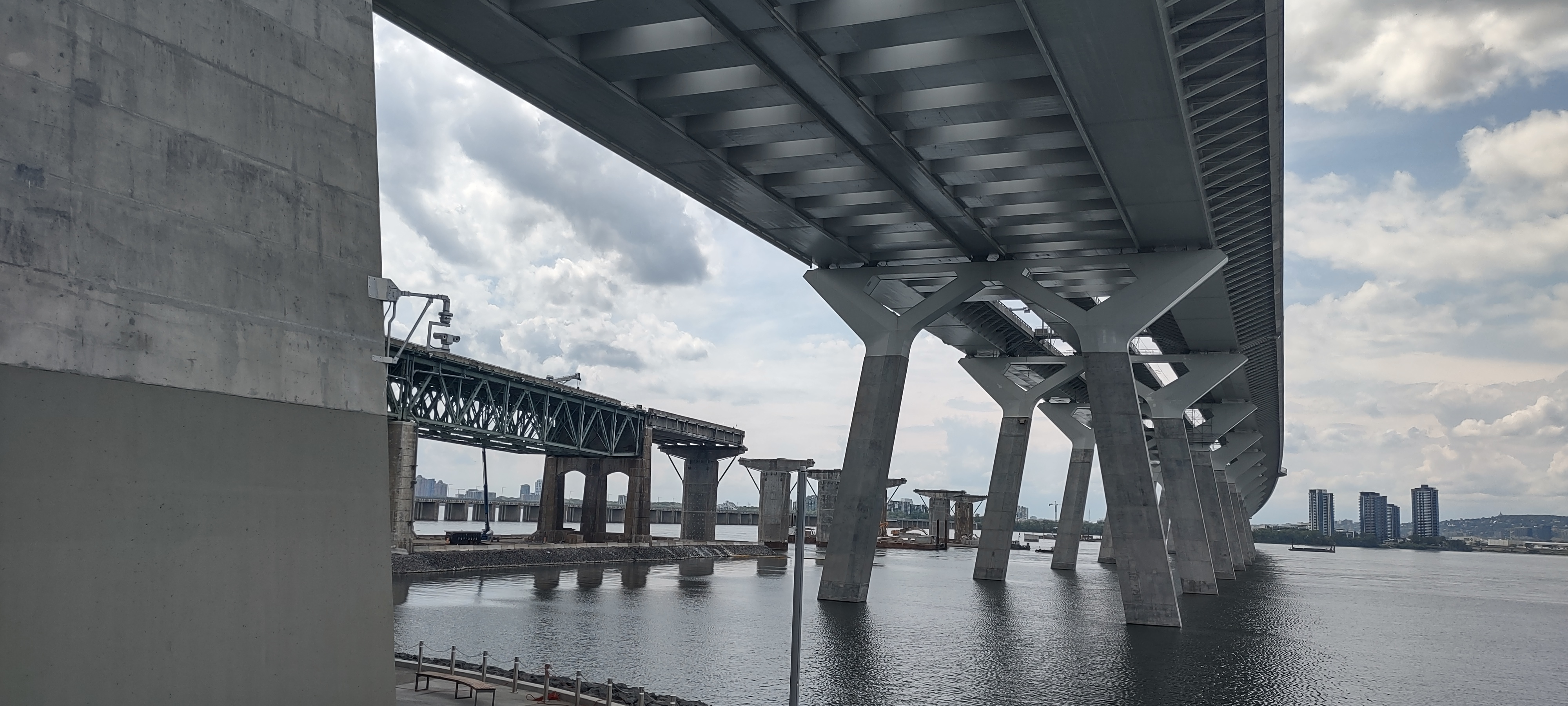
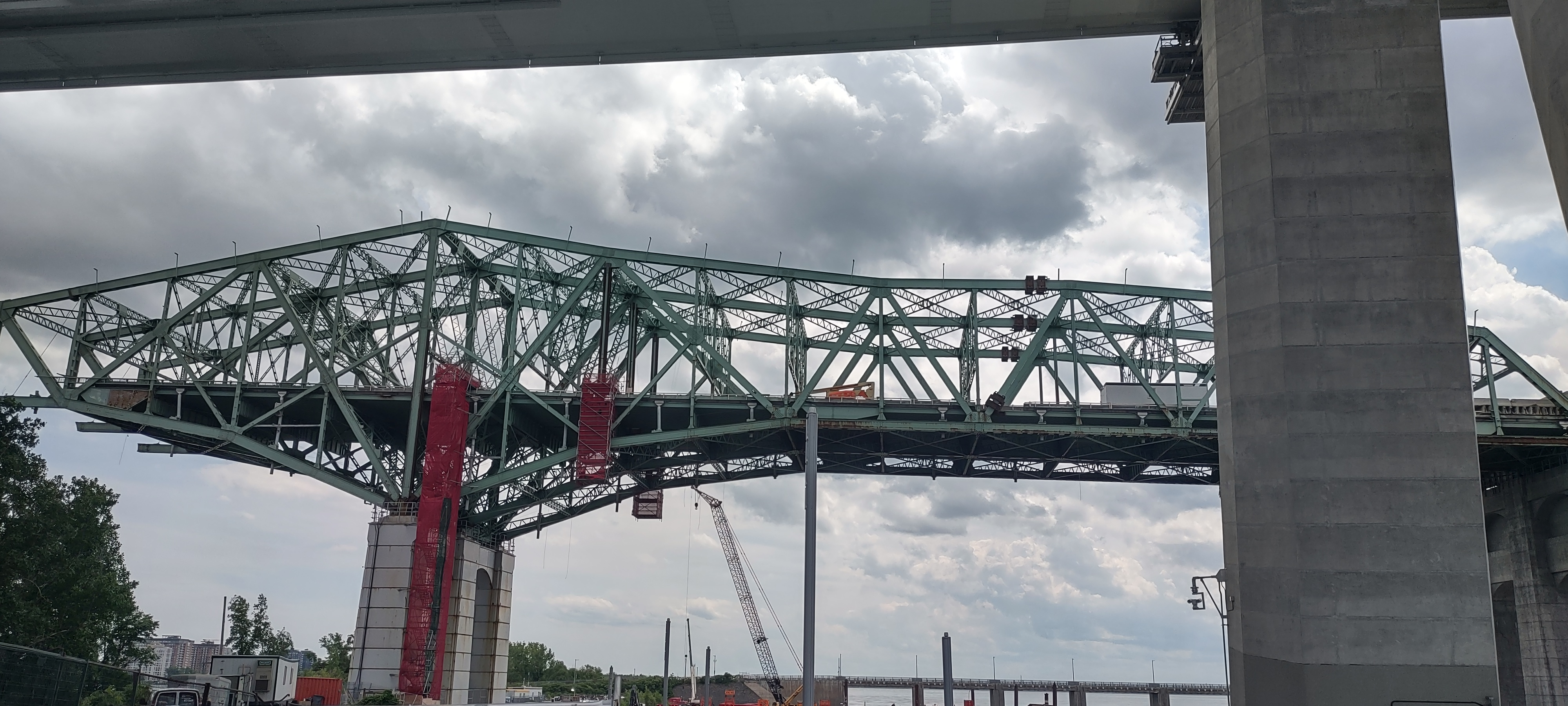

## Nouveau pont Champlain

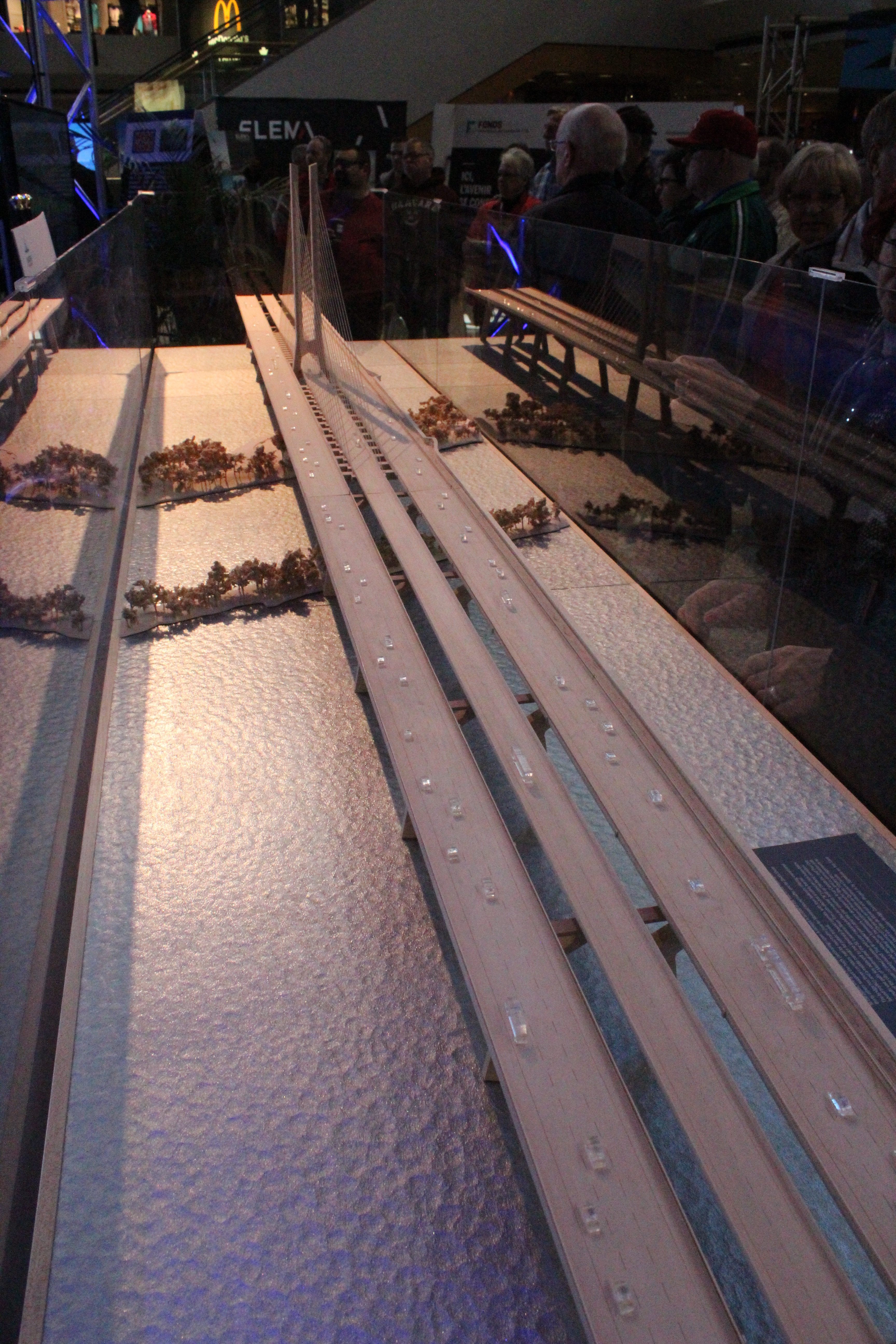
Maquette du nouveau pont Samuel-De Champlain.

Le nouveau pont Champlain est un viaduc en béton et en acier avec une section suspendue à haubans. Par rapport à son aïeul, sont ajoutés des voies de sécurité, un corridor central réservé au transport en commun et une piste multifonctionnelle pour les piétons et les cyclistes. Ces voies supplémentaires, réparties sur trois tabliers indépendants, en font l'un des ponts les plus larges du monde. L'utilisation d'acier inoxydable pour certaines armatures et de béton hautes performances doivent donner au nouveau pont une durée de vie utile de 125 ans.

### Section suspendue
La section suspendue du nouveau pont Samuel-De Champlain, longue d'environ 500 mètres, permet la traversée du canal de la voie maritime du Saint-Laurent sans entraves et à une hauteur suffisante pour ne pas contraindre le trafic fluvial. Cette section est formée d'une travée principale longue d'environ 240 m, surplombant le canal, et d'une travée arrière longue de 200 m, au-dessus du fleuve, qui sert de contrepoids à la travée principale. Entre ces travées, une entretoise reliée directement au pylône principal supporte les tabliers. Les tabliers des travées principales et arrière sont eux soutenus chacun par 15 paires de câbles dont une extrémité s'ancre dans les voussoirs des tabliers et l'autre dans le pylône principal s’élevant à 170 m au-dessus de l'eau.
|                           | Ancien pont Champlain(1962)                                      | Nouveau pont Samuel-De Champlain (2019)                                 |
| ------------------------- | ---------------------------------------------------------------- | ----------------------------------------------------------------------- |
| Longueur                  | 3 440 mètres                                                     | ~ 3 400 mètres                                                          |
| Section suspendue         | 215,5 mètres                                                     | 238±10 mètres                                                           |
| Hauteur max. de la voie   | 38,5 mètres                                                      |                                                                         |
| Hauteur max. de l'ouvrage | 49 mètres                                                        | 170 mètres (pylône principal)                                           |
| Largeur                   | 23,8 mètres                                                      | ~ 60 mètres                                                             |
| Tabliers                  | 1                                                                | 3 séparés                                                               |
| Voies de circulation      | 6                                                                | 10 voies (6 de circulation + 2 de sécurité (accotements) + 2 réservées) |
| Piles                     | 56 (48 piles simples + 8 triples)                                | 42 piles doubles                                                        |
| Matériaux                 | Piles, chevêtres et tablier en béton Section cantilever en acier | Piles en béton Chevêtres et tablier en acier                            |
| Béton                     | 165 000 tonnes                                                   |                                                                         |
| Acier                     | 13 300 tonnes                                                    | 60 000 tonnes                                                           |

En plus du pont Samuel-De Champlain, le projet comprend un nouveau pont de l’Île des Sœurs de 470 mètres, l’élargissement de quatre à six voies de l’autoroute 15 entre l’échangeur Atwater et le nouveau pont et l’amélioration des bretelles menant au pont de la route 132 et de l’autoroute 10 sur la Rive-Sud.

### Méthode de construction du nouveau pont
Afin de respecter le délai de construction de 42 mois, un maximum d’éléments du pont en acier et en béton sont préfabriqués et une partie des travaux prend place sur des jetées temporaires. Trois jetées ont été aménagés: une à l'est depuis Brossard, une à l'ouest depuis l'île des Sœurs, et la troisième au centre, accolée à la digue de la voie maritime. 
- La jetée est, à travers le canal, permet la construction à sec, au moyen de batardeaux, des piles de cette portion du pont[35].
- La jetée centrale sert de plateforme de construction pour les piles et pylônes de la section haubanée du pont. Des piliers temporaires ayant servi à la construction du viaduc de Millau y ont été érigés pour soutenir la travée haubanée arrière pendant sa construction[36]. La travée haubanée principale, au-dessus de la voie maritime, est assemblée par segments au moyen d'un pont roulant prenant appui sur le tablier du pont à mesure de son avancée.

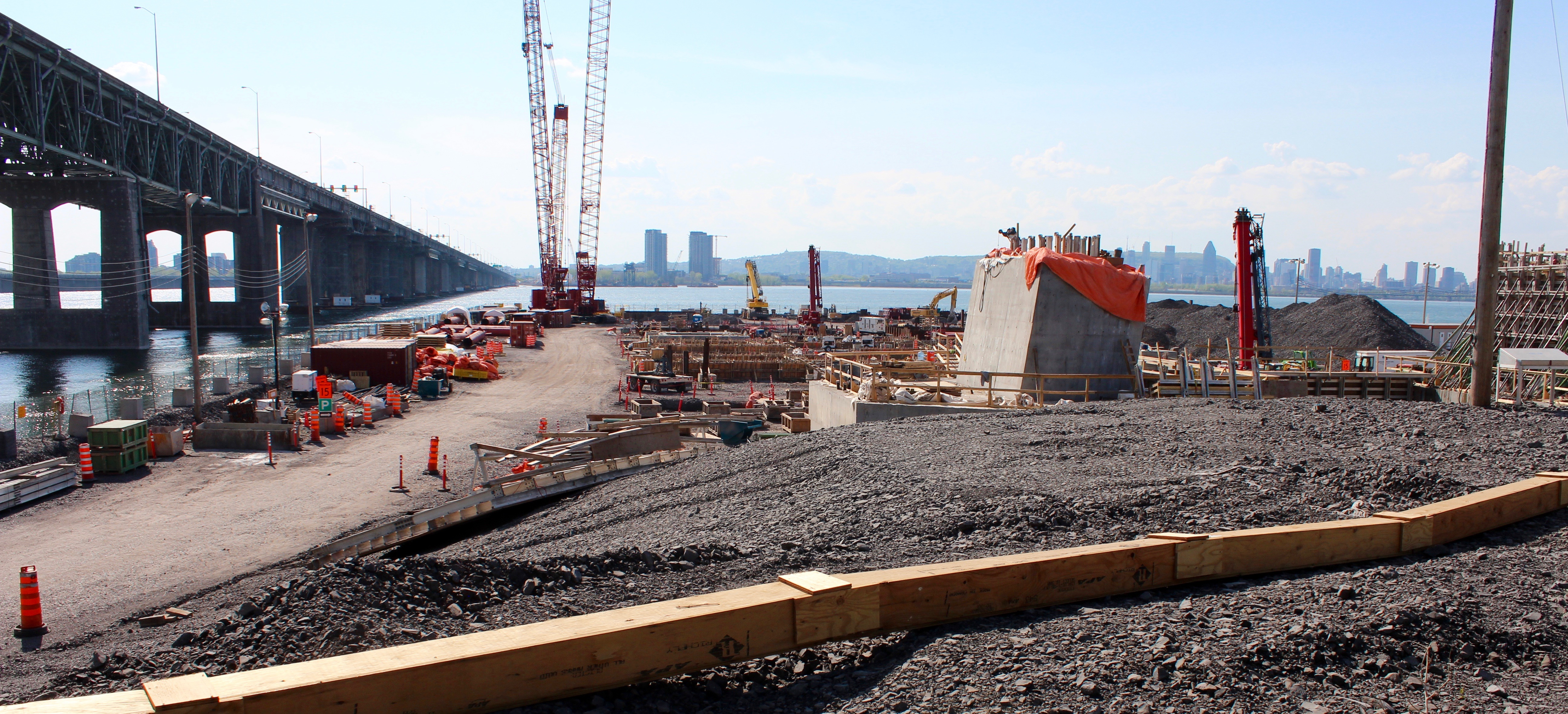
Jetée centrale, mai 2016
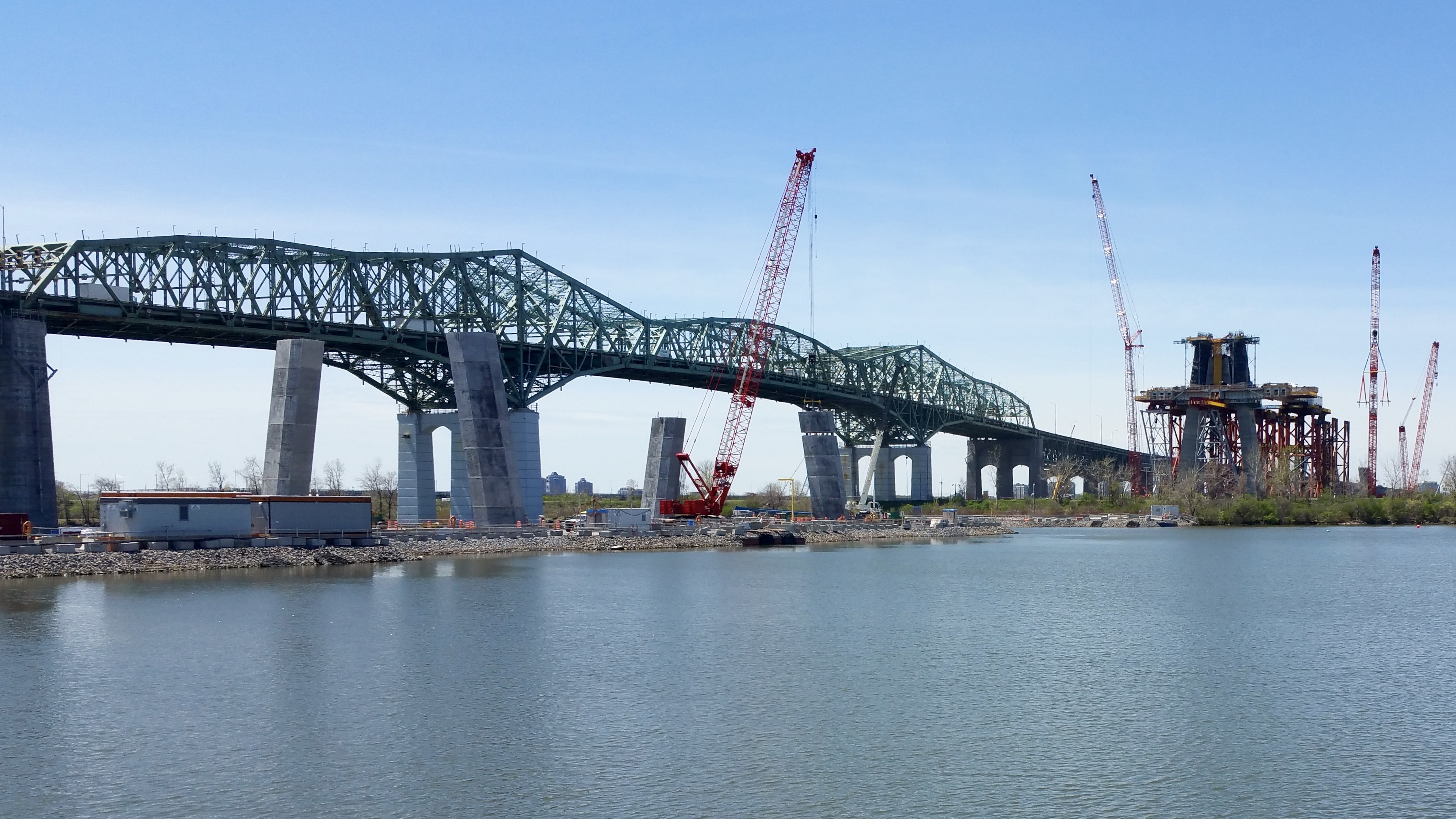
Vue de la Rive-Sud, mai 2017

- La jetée ouest, longue de 500 mètres, est divisée en trois aires de pré-assemblage: une première pour les semelles de fondation en béton qui servent d'assise à la section en viaduc traversant le fleuve, une seconde pour les chevêtres en acier qui complètent les piles et une troisième et dernière pour les superstructures en acier qui portent les tabliers[37]. Durant la préfabrication des 38 semelles marines, une amorce de pile et une plateforme de travail leur ont été ajoutées pour former une base de pile mesurant jusqu’à 14 mètres de haut. Un super-transporteur capable de lever des pièces de 1 000 tonnes, surnommé « Thor la fourmi » par les élèves d'une école de Verdun[38], déplaçait ces bases de pile depuis l'aire de préfabrication vers une aire de chargement d’où elles furent levées par un catamaran industriel, l’installateur flottant de fondation (IFF)[39]. L'IFF déposait ensuite ces bases dans des espaces forés à une profondeur de 4 à 5 mètres dans le lit du fleuve. Deux grues flottantes superposait finalement aux bases des éléments préfabriqués pour former piles et chevêtres[31]. Les poutres-caissons en acier soutenant les trois tabliers du pont sont alors déposés, par ces mêmes grues, sur les chevêtres à mesure de la complétion de ces derniers.

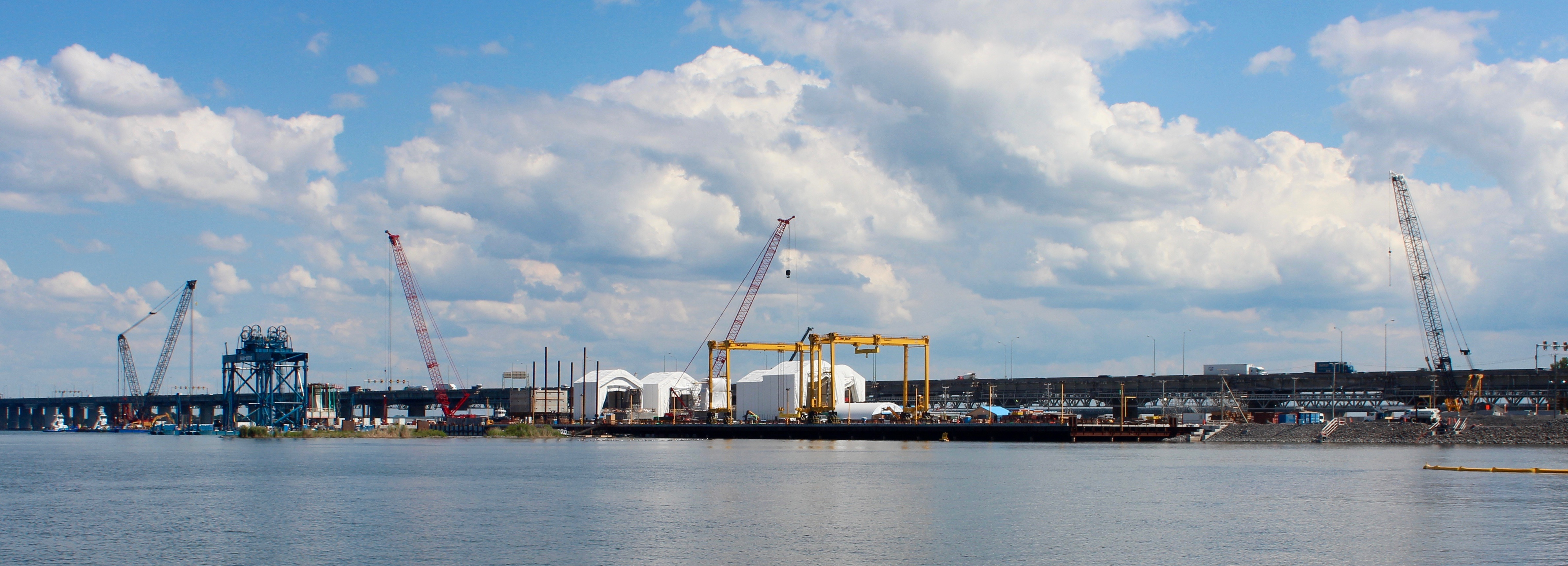
Jetée Ouest, août 2016 L'IFF (à gauche) et les aires de pré-assemblage.

## Circulation

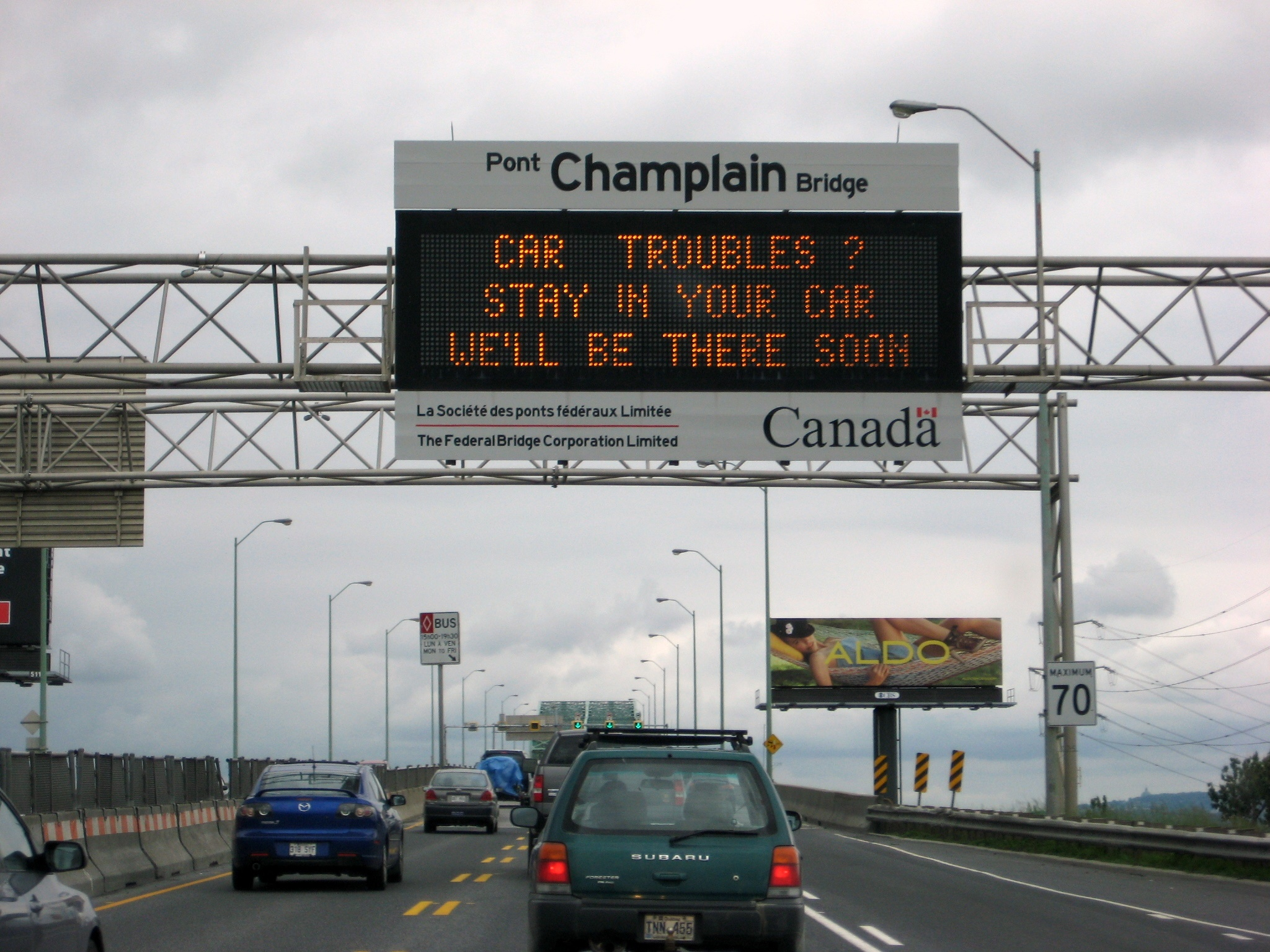
Sur le pont, en direction de Montréal

Le pont Champlain est emprunté par trois autoroutes, soit les autoroutes 10, 15 et 20. Il s'agit du seul endroit au Québec où trois autoroutes distinctes empruntent le même tronçon. Il comporte six voies de circulation, soit trois de chaque côté, qui sont séparées par un muret central. 90 % des véhicules circulant sur le pont sont des voitures, 9 % des camions lourds et le reste des autobus sont transportant 20 000 personnes par jour. Le tiers des automobiles et la moitié des camions transitant entre Montréal et la Rive-Sud empruntent le pont. 

### Voie réservée
Depuis 1978, il y avait également une voie réservée pour autobus à contresens de la circulation sur le pont. Cette voie réservée se situait dans la voie de gauche de la travée contraire à la pointe; le matin, elle utilisait la voie de gauche de la travée vers la Rive-Sud, et le soir, elle utilisait la voie de gauche de la travée vers Montréal.
Les premières années, la voie réservée n'était pas séparée des autres voies de circulation. À la suite d'un accident mortel survenu dans les années 1980, il fut décidé de la délimiter par des cônes. Cela nécessita la pose et le retrait des cônes à chaque heure de pointe du lundi au vendredi. De plus, l'heure de pointe de l'après-midi, un feu de circulation était opérationnel sur les autoroutes 15 nord et 20 ouest à la hauteur de la sortie 60 (rue Wellington) pour permettre aux autobus de s'insérer sur la voie réservée à contresens. L'opération de la voie réservée était confiée à l'Agence métropolitaine de transport.

## Administration
Le pont Champlain était  géré par une société d'État fédérale, Les Ponts Jacques Cartier et Champlain Incorporée (PJCCI). La même société gère également le pont Jacques-Cartier, l’estacade du pont Champlain, le pont de contournement de l'Île des Sœurs, les sections fédérales de l’autoroute Bonaventure et du pont Honoré-Mercier et le tunnel de Melocheville.

### Note
1. ↑  Les coûts de construction du nouveau pont Champlain s’élèvent à 2,48 milliards de dollars canadiens (2018). Le reste des coûts du projet comprend les coûts financiers sur 30 ans (954 millions), les coûts de fonctionnement jusqu'au 30 octobre 2049 (754 millions) et autres coûts associés (284 millions).
2. ↑  Avec environ 60 mètres de largeur, le nouveau pont Champlain est parmi les plus larges du monde, aux côtés du nouveau pont de Port Mann (65 m) et du nouveau pont Bay Bridge Est (78,7 m).